# Scotogramma eversmanni
Scotogramma eversmanni är en fjärilsart som beskrevs av Otto Staudinger 1900. Scotogramma eversmanni ingår i släktet Scotogramma och familjen nattflyn. Inga underarter finns listade.